# 平成11年台風第16号
平成11年台風第16号（へいせい11ねんたいふうだい16ごう、国際名：ジア/Zia）は、1999年（平成11年）9月に九州に上陸し、西日本に被害をもたらした台風である。

## 概要

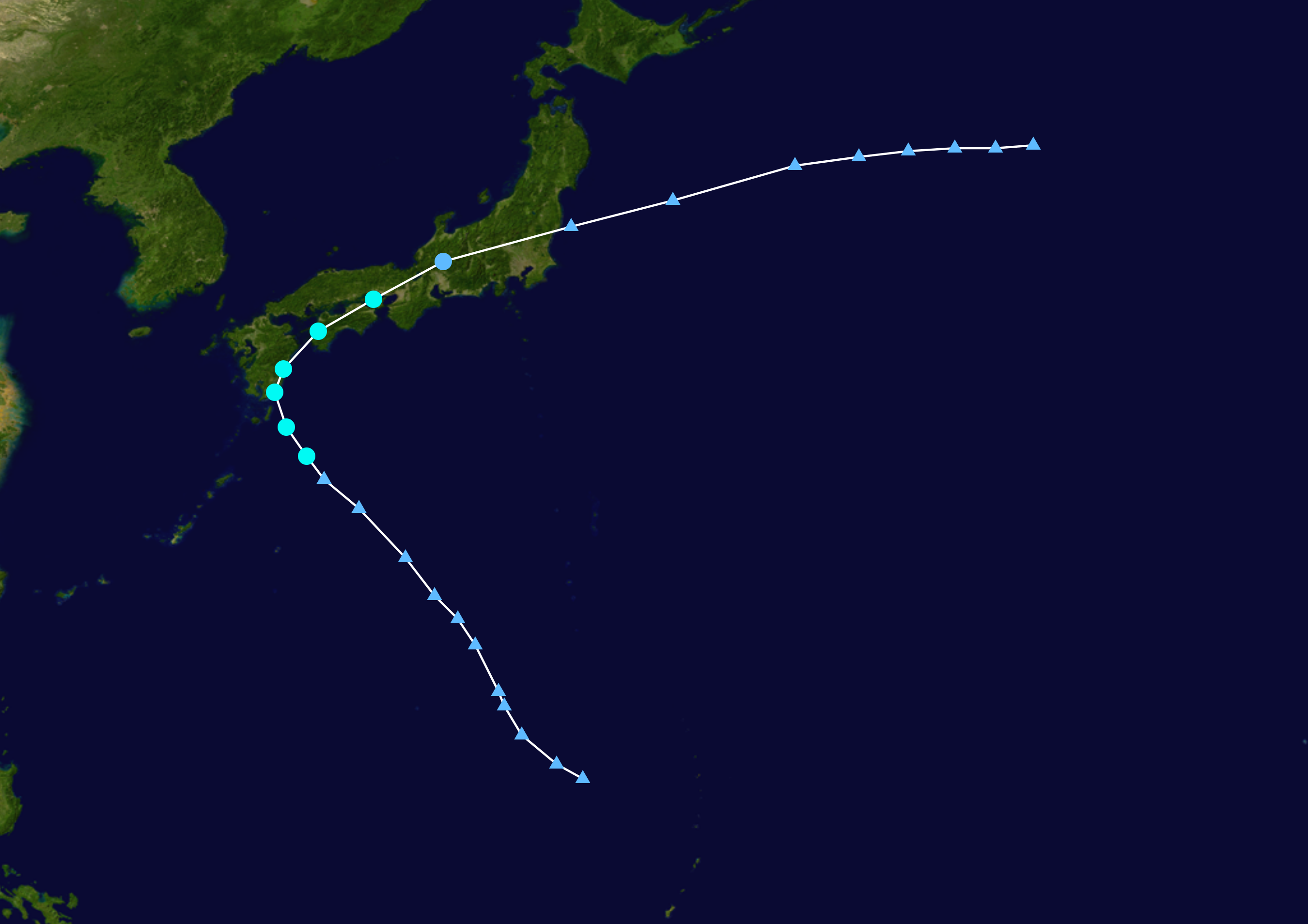
経路図

9月11日に日本の南海上で熱帯低気圧が発生。当初、この低気圧は台風に発達することはないと予想されていたが、その予想に反して発達しながら九州方面に北上し、14日に鹿児島県種子島近海（都井岬の南）で最大風速が17.2m/sを超えたため、台風16号となった。台風は14日17時頃に、中心気圧985hPaで宮崎県南部に上陸。15日3時頃には愛媛県宇和島市付近に再上陸し、四国を縦断して同日10時頃に兵庫県明石市付近に再上陸した。さらに近畿地方から中部地方を経て、15日15時に長野県飯田市付近で熱帯低気圧に変わった。
この台風のように、陸地に近い海域で熱帯低気圧が台風に昇格した例は、この他に平成16年台風第11号や平成21年台風第9号などが挙げられる。
一方で、この間本州付近には前線が停滞しており、台風の北上とともに前線の活動も活発化したため、東北地方から九州地方にかけての広い範囲で大雨が降った。期間降水量は、岐阜県高鷲村蛭ヶ野で519mmに達したほか、岐阜県や大分県、高知県や徳島県などの一部で300～450mmとなった。この大雨によって長良川が氾濫するなど、岐阜県を中心に大きな被害が出た。

## 被害
この台風によって、死者7人、行方不明者1人、負傷者11人の人的被害が確認されたほか、住家全壊9棟、半壊22棟、床上浸水308棟、床下浸水3,006棟などとなっている。さらに、被害総額は21億円に達した。